# Forster (település)
Forster tengerparti város az ausztráliai Új-Dél-Wales északi-középső partvidékén.

## Története
A település nevét William Forsterről kapta, aki Új-Dél-Wales negyedik kormányfője volt. Az első forsteri postahivatal 1872. október 1-én nyílt meg.

## Népesség
| 2016 | 13 740 |
| 2021 | 14 187 |